# Ernst Platner
Ernst Platner (Leipzig, 11 de junio de 1744 - 27 de diciembre de 1818) fue un médico y filósofo alemán.

## Biografía
Ejerció la medicina en su ciudad natal y en el año 1796 llegó a ser decano de la Facultad de Leipzig. Adoptó las ideas de G.W.Leibniz, procuró formar un sistema ecléctico, combatió a Immanuel Kant y por último cayó en una especie de escepticismo.

## Obra
Algunas de sus obras son las siguientes:
- Anthropologie.., Leipzig, 1772
- Philosophische Aphorismen.., Leipzig, Schwickert, 1790-1800, 2 volúmenes
- Quastiones medicinae forensis, Lipsiae, 1812
- Quastionum physiologicarum...., Lipsiae, Crusium, 1794